# Vlado Dimovski
Vlado Dimovski, slovenski ekonomist, filozof, politik, svetovalec in univerzitetni profesor, * 21. julij 1960, Postojna.

## Življenjepis
Dimovski je po maturi na Gimnaziji Bežigrad leta 1984  diplomiral na Ekonomski fakulteti
Univerze v Ljubljani, kjer je leta 1988 še magistriral iz ekonomije.
Na Filozofski fakulteti Univerze v Ljubljani je leta 1989 diplomiral tudi iz filozofije.
Doktoriral je leta 1994 iz managementa in financ na 
Državni univerzi Clevelanda, Ohio, ZDA.
Na Ekonomski fakulteti v Ljubljani je vključen v pedagoško delo od leta 1985, od 2005 kot redni profesor. Kot gostujoči profesor je predaval tudi na mnogih tujih univerzah po celem svetu. 
Vodil je številne raziskovalne projekte, ki so jih financirale raziskovalne fundacije in gospodarske družbe.
Svetoval je mnogim državnim in upravnim telesom in gospodarskim družbam. V 6.  in 7. vladi Republike Slovenije 
je bil minister za delo, družino in socialne zadeve Republike Slovenije.
Od leta 2018 je osebni svetovalec predsednika vlade Republike Severne Makedonije.
Leta 2019 je bil izbran za podpredsednika Adriatic Councila.
Za rednega člana Evropske akademije znanosti in umetnosti (Academia Scientiarum et Artium Europaea) v Salzburgu je bil izvoljen 2016.
Marca 2024 je vstopil v stranko DeSUS. 15. junija 2024 je bil na kongresu izvoljen za novega predsednika stranke, dobil je 86 glasov, njegov protikandidat Vincenc Gajser pa 9 glasov. Ob izvolitvi je Dimovski dejal, da je glavni cilj stranke vrnitev v parlament.

## Izbrana bibliografija
- Škerlavaj, M., Štemberger, M. I., & Dimovski, V. (2007). Organizational learning culture—the missing link between business process change and organizational performance. International journal of production economics, 106(2), 346-367. academia.edu[mrtva povezava]
- Pahor, M., Škerlavaj, M., & Dimovski, V. (2008). Evidence for the network perspective on organizational learning. Journal of the American Society for Information Science and Technology, 59(12), 1985-1994. www.researchgate.net
- Zagoršek, H., Dimovski, V., & Škerlavaj, M. (2009). Transactional and transformational leadership impacts on organizational learning. Journal for East European Management Studies, 144-165. www.econstor.eu
- Cadez, S., Dimovski, V., & Zaman Groff, M. (2017). Research, teaching and performance evaluation in academia: the salience of quality. Studies in Higher Education, 42(8), 1455-1473. srhe.tandfonline.com